# Пуфендорф, Самуэль фон
Самуэль фон Пу́фендорф (нем. Samuel von Pufendorf; 8 января 1632, Цвёниц, Саксония — 13 октября 1694, Берлин) — немецкий юрист-международник, историк, философ, при жизни получивший международное признание. Первым дал определение термина «культура». Монтескьё называл Пуфендорфа «Тацитом Германии».

## Биография
Сын лютеранского пастора Элиаса Пуфендорфа, выходца из Глаухау, проповедовавшего в Хемнице.
Учился в княжеской школе в Гримме, основанной курфюрстом Морицем Саксонским, затем обучался в Лейпцигском университете, где занимался изучением международного права, которое тогда применялось во взаимоотношениях императорской власти и территориальных государей и последних между собой. Позже, в Йене, Пуфендорф изучал ещё математику у профессора Вайгеля; математические познания, равно как и основательно изученная Пуфендорфом философия Декарта, оказали в дальнейшем большое влияние на становление его собственного научного метода.
Пуфендорф осознанно сторонился научных степеней и поступил гувернёром к сыну шведского посланника при датском дворе, Койэта (Коэта). В период датско-шведских переговоров Пуфендорф, вместе со всей семьёй посланника, был взят в плен датчанами. Во время восьмимесячного плена Пуфендорф, не имевший при себе книг, занялся воссозданием в памяти прочитанных им трактатов Жана Бодена, Гуго Гроция и Гоббса по естественному праву и составил на их основе краткое систематическое изложение основ юриспруденции. Таким образом появились «Elementorum Jurisprudentiae Universalis Libri duo» (Гаага, 1660 год), где из ряда аксиом и определений выведено всё остальное содержание юриспруденции. Курфюрст Пфальца, коему была посвящена книга, предложил учёному возглавить кафедру естественного и международного права в Гейдельбергском университете (то была первая в Германии кафедра «естественного и международного права»). Кроме этого Пуфендорф читал специальные лекции сыну курфюрста. В Гейдельберге Пуфендорф оставался до 1670 года и издал в это время под псевдонимом Северина де-Монзамбано знаменитый памфлет на конституцию Священной Римской империи: «De statu Imperii Germanici Liber unus» (Женева, 1667). Этот памфлет переиздавался несколько раз на латинском языке и был переведён на немецкий, французский, английский и русский языки. В некоторых германских государствах книга Пуфендорфа была запрещена; многие выдающиеся учёные написали возражения на неё.
В 1670 году шведский король Карл XI пригласил Пуфендорфа в основанный им университет в Лунде на кафедру международного права. Слава Пуфендорфа распространилась в Европе отчасти благодаря успеху его лекций, отчасти благодаря новым изданиям его сочинений. Учёный состоял профессором у Лундского университета вплоть до взятия Лунда датчанами (1679 год). Тогда же король шведский пригласил Пуфендорфа в Стокгольм и назначил его своим историографом и одним из советников.
В Швеции Пуфендорф издал большую часть своих сочинений, лидирующее место среди которых занимает «De Jure Naturae et Gentium» (Лунд, 1672; Франкфурт, 1684; вскоре после смерти Пуфендорфа переведено на французский, немецкий и английский языки). Один из коллег Пуфендорфа, Бекман, написал на эту книгу критику, в которой выставлял Пуфендорфа вероотступником; но критика Бекмана в Швеции была запрещена, а сам Бекман отправился в изгнание.
В ответ на более поздние нападки Бекмана Пуфендорф напечатал в 1678 году «Апологию», «Discussio calumniarum» и ещё два иронических послания в стиле «Писем темных людей». Далее Пуфендорфом написаны:
- «De officio hominis et civis juxta legem naturalem» (Лунд, 1673; франц. пер. 1707);
- «Dissert. academicae selectiores» (1675), изданные на немецком языке труды о светской власти пап (Гамбург, 1679), по истории «важнейших государств Европы» (4 издания с 1682 по 1699 гг.);
- «Georgii Castriotae historia» (посвящена трудам и деяниям Скандербега, 1684);
- «Comment. de rebus Suecicis» (1686);
- «De habitu religionis christianae» (1687).

Все эти сочинения были вскоре переведены на французский, английский, голландский языки. В последнем из них Пуфендорф говорит, что в делах религиозных правители имеют право наказывать за богохульство, атеизм, сношение с демонами, сектантство, если оно учит противиться властям, но не должны облагать наказаниями тех, кто допускает отступления от обрядности и придерживается необычных взглядов в научных вопросах.
В 1688 году Пуфендорф переселился в Берлин, где получил звание историографа. Здесь он написал изданные после его смерти историю Великого курфюрста («De rebus gestis Frederici-Wilh e lmi Magni», Берлин, 1695) и историю короля Швеции Карла Густава. В 1694 году Пуфендорф получил шведское баронство. После смерти Пуфендорфа были изданы многие из его сочинений, в частности, интересное рассуждение о разногласиях среди протестантов: «Jus feciale divinum» (Любек, 1695).

## Влияние

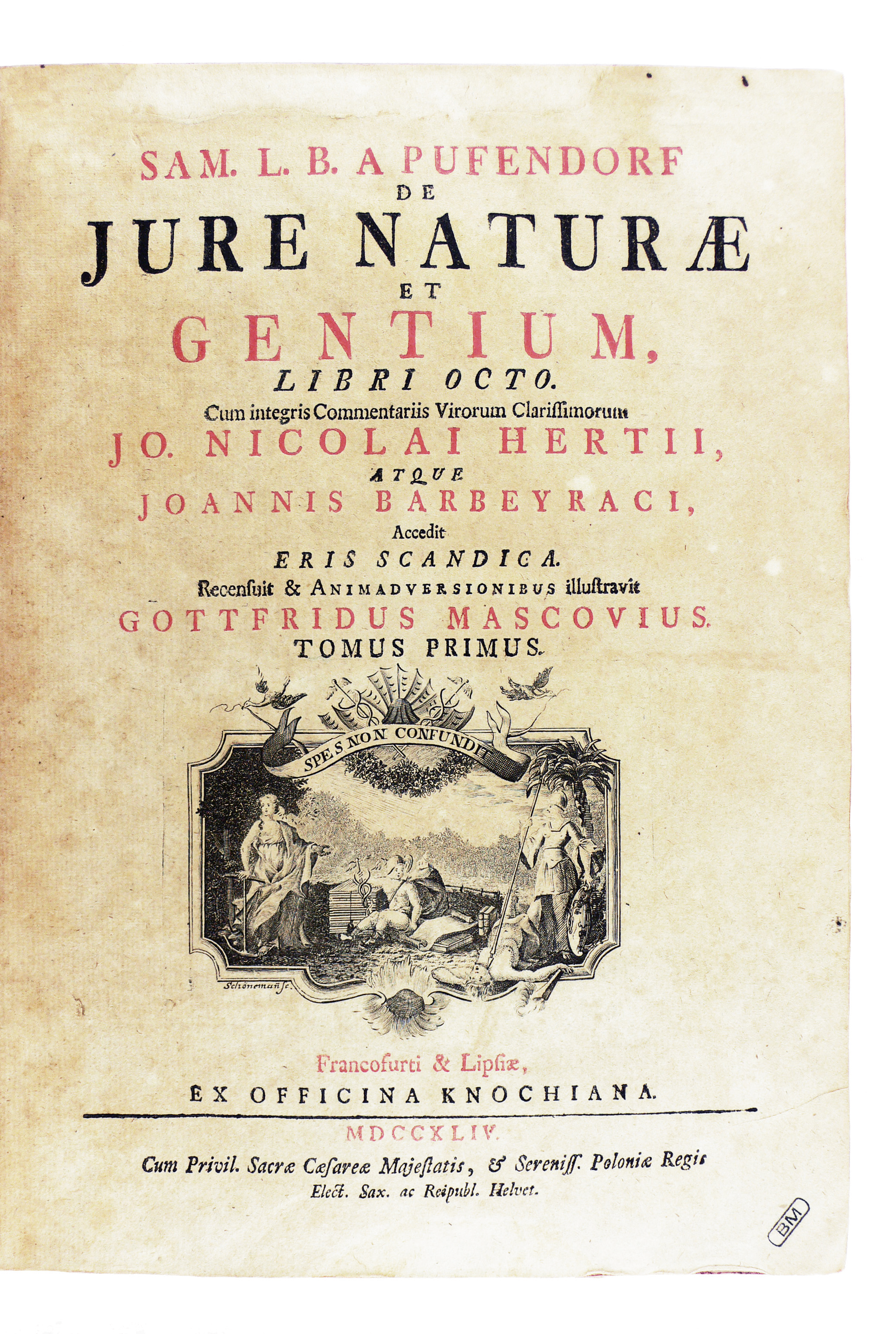
De jure naturae et gentium, 1744)

Свидетельством огромного авторитета Пуфендорфа при жизни и в ближайшее время после смерти являются многочисленные переводы и переиздания его сочинений. В России переводами Пуфендорфа занимался епископ Гавриил (Бужинский), переведший «Введение в историю европейскую» (с лат., СПб., 1718) и «О должностях человека и гражданина» (СПб., 1724). Эти переводы были выполнены под личным наблюдением Петра Великого. Главная заслуга Пуфендорфа — выделение естественного права от богословской схоластики и вывод его на уровень самостоятельной науки. По его мнению, право должно согласоваться лишь с законами разума, независимо от догматов вероисповедания и от существующих законоположений. По предмету отношений церкви к государству Пуфендорф создал теорию так называемого «коллегиализма». Профессор Е. Н. Темниковский в своём сочинении «Положение Императора Всероссийского в Русской православной церкви в связи с общим учением о церковной власти» показал, что отдельные места из Духовного Регламента 1721 года являются прямыми заимствованиями из книги Пуфендорфа «De jure naturae et gentium».

## Политические взгляды
- Право должно согласовываться с законами разума независимо от религиозных догм и даже действующего законодательства.
- Естественное состояние характеризуется свободой и независимостью индивидов. Они от природы эгоистичны. Но именно эгоизм порождает стремление людей объединяться ради безопасности и пользы. В результате возникают политическое общежитие и государство.
- В основе возникновения государства лежат два договора: первый — между людьми об объединении и выборе формы правления, второй — между людьми и избранным ими правителем об обязанности подданных подчиняться власти и обязанности правителя заботиться о подданных в целях их пользы и безопасности. Второй договор предполагает сохранение у людей некоторых естественных прав (свободы вероисповедания, свободы убеждений), но не допускает сопротивления власти.
- С образованием государства естественная свобода утрачивается; государство получает право творить насилие над людьми во имя общего блага[3].

## Сочинения
- Elementorum iurisprudentiae universalis (1660)
- Elementorum iurisprudentiae universalis libri duo (1660)
- De obligatione Patriam (1663)
- De rebus gestis Philippi Augustae (1663)
- De statu imperii germanici liber unus (1667)
- De statu imperii Germanici (Amsterdam 1669)
- De jure naturae et gentium (1672)
- De officio hominis et civis juxta legem naturalem libri duo (1673)
- Einleitung zur Historie der vornehmsten Reiche und Staaten
- Commentarium de rebus suecicis libri XXVI., ab expeditione Gustavi Adolphi regis in Germaniam ad abdicationem usque Christinae
- De rebus a Carolo Gustavo gestis
- De rebus gestis Friderici Wilhelmi Magni (1733)